# Open Gaz de France 1998
Open Gaz de France 1998 — жіночий тенісний турнір, що проходив на відкритих кортах з килимовим покриттям стадіону П'єр де Кубертен у Парижі (Франція). Належав до турнірів 2-ї категорії в рамках Туру WTA 1998. Відбувся вшосте і тривав з 9 до 15 лютого 1998 року. Марі П'єрс здобула титул в одиночному розряді.

## Фінальна частина

### Одиночний розряд
Марі П'єрс —  Домінік Ван Рост 6–3, 7–5
- Для П'єрс це був 1-й титул за рік і 12-й — за кар'єру.

### Парний розряд
Сабін Аппельманс /  Міріам Ореманс —  Анна Курнікова /  Лариса Савченко 1–6, 6–3, 7–6
- Для Аппельманс це був 1-й титул за рік і 9-й — за кар'єру. Для Ореманс це був 1-й титул за рік і 2-й — за кар'єру.